# Creole scream
Creole Scream is en cocktail op basis van rum. Hij werd veel bekender door The Persuaders een tv-serie uit de jaren 70.

## Bereidingswijze[3][4]
- 4 cl witte rum
- 2 cl dry vermouth
- 2 cl grenadine
- 2 cl citroensap of Angostura bitters
- gemalen ijs
- 1 of 2 groene olijven

### Varianten
Er bestaan varianten op deze cocktail. Onder andere waarbij de dry vermouth vervangen wordt door martini bianco